# Maciej Dziewoński
Maciej Dziewoński (zm. 31 maja 1794 w Krakowie) – polski duchowny katolicki, skazany za zdradę i ścięty.
Utrzymywał kontakt z oficerami rosyjskimi, m.in. majorem Ignacym Parczewskim (narzeczonym jego siostry Salomei), któremu donosił przez nierozsądek o sytuacji w obozie Kościuszki i Krakowie. Po przejęciu jego korespondencji z Parczewskim został aresztowany 24 kwietnia 1794. Sąd w Krakowie skazał Dziewońskiego za zdradę na karę śmierci. Dziewońskiego ścięto mieczem na Rynku Głównym przed Szarą Kamienicą, siedzibą sztabu Kościuszki (była to ostatnia egzekucja na Rynku), a jego korespondencja została publicznie spalona. Rzekome malwersacje Dziewońskiego w Banku Pobożnym Arcybractwa Miłosierdzia były pomówieniami. Ambroży Grabowski Wspomnienia; "O tym ks. Dziewońskim były pogłoski, że jako pisarz banku pobożnego zamierzał zabrać kosztowniejsze fanty i z niemi uciekać za Wisłę; ale była to wieść fałszywa, i że była potwarzą, później się pokazało.  Zgadzali się wszyscy powszechnie, iż tenże  zgrzeszył nie tyle przez przewrotność i przedajność, dopuszczając się czynu zdradliwego, ile to uczynił przez nierozsądek, nie przypuszczając z tego żadnych szkodliwych skutków. — Trzeba było przykładu dla zdrajców, których tylu możnych czasy owe plamiło — i stąd smutna kolej na niego padła". Filip Lichocki, ówczesny prezydent Krakowa w swoim pamiętniku tak pisze o tym wydarzeniu;" Surowość tanie praktykująca się w zwyczajnych czasach, w rewolucyjnych bywa niekiedy potrzebną, raz, że konstytucyjne władze są w zawieszeniu, powtóre, że nagłe ukaranie przeraża umysły dające się łatwo naciągać do podstępnych machinacyi i zmów z nieprzyjacielem, wszakże w tym przypadku ofiara nie była potrzebna, zwłaszcza że nikt o kontrewolucyi nie myślał a i zbrodnia według wyznania późniejszego sędziów nie była tak udowodniona, żeby ich sumienie czuło się zupełnie spokojnem". Pochowano go na nieistniejącym już cmentarzu przy kościele św. Gertrudy.
Siostra Salomea była więziona w czasie insurekcji kościuszkowskiej, później wyszła za mąż za Ignacego Parczewskiego. Dziećmi Salomei Dziewońskiej i Ignacego Parczewskiego byli Róża Parczewska malarka i Konstanty Parczewski powstaniec listopadowy.